# Komise pro soupis stavebních, uměleckých a historických památek královského hlavního města Prahy
Komise pro soupis stavebních, uměleckých a historických památek královského hlavního města Prahy byla komise zřízená usnesením prezidia městské rady královského hlavního města Prahy ze dne 13. 6. 1893 jako její poradní sbor k zajištění soupisu stavebních, uměleckých a historických památek v královském hlavním městě Praze. Prvním předsedou byl městský radní Vladimír Per. První informativní schůze této komise se konala 10. 6. 1893 za předsednictví architekta Antonína Wiehla, který patřil k
významným iniciátorům jejího vzniku.

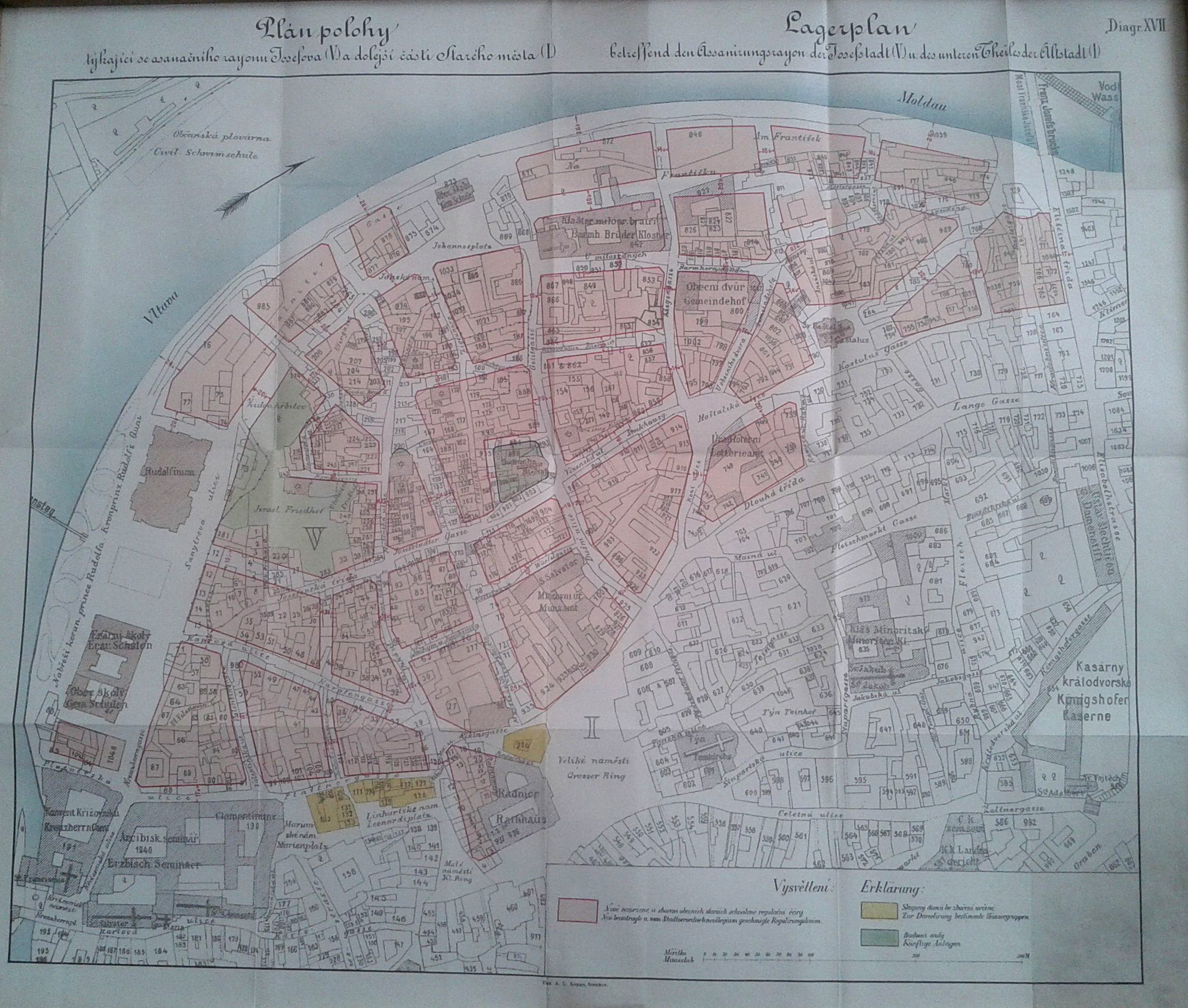
Plán Pražské asanace (Václav Houfek)

## Historické, společenské a ekonomické příčiny vzniku Komise

### Národnostní a politické proměny a dynamický stavební vývoj Prahy

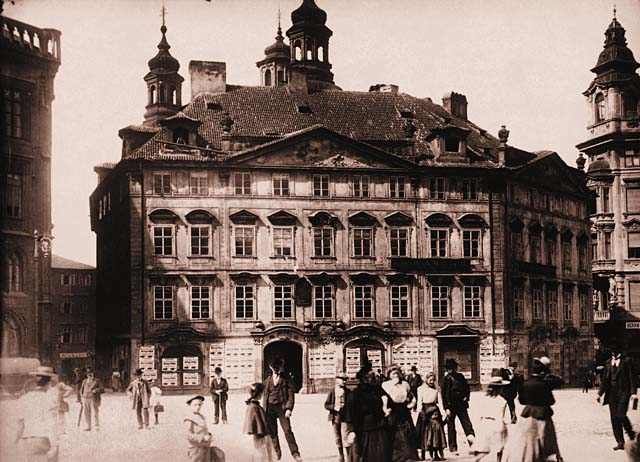
Krennův dům čp. 936 na Staroměstském náměstí před sv. Mikulášem. Zbořen 1902. (Foto: J. Eckert)

Poslední čtvrtina 19. století je dobou naplnění obrozeneckých cílů a tužeb českého národa. Dynamicky se rozvíjí české hospodářství, průmysl, věda, technika. Ve městech v tomto období rychle vznikají továrny, obchodní domy, tržnice, školy, divadla, nádraží, banky a záložny. Rozvoj průmyslu vytváří v Praze nové pracovní a podnikatelské příležitosti a vede ke koncentraci českého obyvatelstva. Tomu odpovídá intenzívní urbanistický a stavební vývoj Prahy jako historického správního centra Čech. Ekonomický potenciál a společenský význam českých podnikatelů usiluje o důstojnou reprezentaci v architektuře soukromých a zejména veřejných staveb. Rozvoj průmyslu, změny volební legislativy a početní převaha českých voličů se odrazily ve výsledcích voleb v roce 1861. Čeští zastupitelé zcela ovládli zastupitelské sbory v Praze. Rozhodování o veřejných věcech v Praze se stalo výlučnou záležitostí české střední vrstvy v duchu české nacionální politiky. Jedním z cílů pražských představitelů bylo vytvořit z Prahy moderní velkoměsto srovnatelné s velkoměsty Evropy. Tento záměr se zákonitě začal projevovat i ve stavebním rozvoji Prahy. Jedním z významných faktorů pro výstavbu nových nájemních domů bylo zrušení pražského opevnění a zbourání městských hradeb a některých bran. Likvidace opevnění byla schválena již v roce 1866 po porážce Rakouska v prusko-rakouské válce, jejíž průběh a výsledek prokázal zastaralost a neúčinnost pražské fortifikace. Městské opevnění bylo postupně bouráno. Do konce 19. století proběhla likvidace hradeb (a bran) mezi Poříčskou branou a ulicí Na Florenci (1874) a novoměstských hradeb až dnešnímu náměstí I. P. Pavlova(1876) a dále směrem ke Karlovu. Vznik velkého počtu stavebních parcel na okraji Prahy umožnil intenzivní výstavbu domů a vznik nových čtvrtí Prahy a samostatných měst. Představy o moderním městě na konci 19. století byla demonstrována zejména ve výstavbě Vinohrad (do roku 1922 samostatné město). Z Vinohrad se oddělil jako samostatné město Žižkov. O stavebním ruchu v souvislosti s bouráním hradeb svědčí údaje o explozivním nárůstu obyvatel a domů na Žižkově: v roce 1843 měl 83 obyvatel, v 80. letech probíhá intenzívní výstavba po celé jeho nynější ploše a Žižkov se stává městem s 21.212 obyvateli. Při sčítání v roce 1890 již vykazuje 42 000 obyvatel a více než 750 domů.

### Erudovaní architekti, umělci a historici a vznikající vědecké instituce
Názoru české měšťanské společnosti o architektonické formě symbolizující tvůrčí potenciál českého národa odpovídá novorenesanční sloh uplatněný v návrzích měšťanských domů i veřejných staveb, především těch nejvýznamnějších a symbolických jako je Národní museum a Národní divadlo. Jeho představiteli jsou architekti Hlávka, Zítek Schulz a Wiehl. Národní divadlo jako symbol dalo jméno generaci architektů a uměleců, kteří v době vzniku divadla tvořili. Architektura je v této generaci vnímána jako gesamtkunstwerk a stavby jsou realizovány ve spolupráci architektů s nejvýznamnějšími malíři a sochaři: Myslbekem, Pirnerem, Alšem, Schnirchem, Ženíškem, Suchardou, Mauderem, Poppem. Podobně se rozvíjí i další historizující architektonické sloh novogotika reprezentovaný zejména Josefem Mockerem. Historizující slohy vycházejí z tradic českých dějin. Hrdinové, bájesloví a významné události české historie se objevují jako témata výzdoby budov. Výstavba nových nájemních domů a veřejných budov probíhá i v historickém centru Prahy. V důsledku toho jsou postupně odstraňovány historické domy, na jejichž místě vyrůstají novstavby. V devadesátých letech díky tomu existuje početná skupina českých vlastenecky orientovaných architektů a umělců respektovaných ve výstavbě nových budov, kteří mají i zkušenost a erudici na poli historických památek. Ve své stavitelské praxi se setkávají s rizikem likvidace památek v důsledku stavebního rozvoje Prahy a dalších měst. Tato jejich zkušenost sehrává významnou roli v počátcích organizované české památkové péče a je formulována v základním úkolu Komise „v poznání nebezpečí, kterým ohroženy bývají pražské památky stavební, umělecké a historické, a to regulací neb přestavbou, jakož i zanedbáváním, nevhodným umístěním, neb nesprávným opravováním.“ Vznik Komise pro soupis pražských památek inicioval mj. právě architekt Wiehl a angažují se v ní i další architekti (Koula, Mocker, Kříženecký, Münzberger, Zeyer) a další umělci (Schnirch). Zároveň v 80. a 90. letech vznikají další české vědecké instituce zaměřené na akvizici, dokumentaci a prezentaci českých historických a uměleckohistorických památek – Městské muzeum v Praze a Uměleckoprůmyslové muzeum v Praze, jejichž ředitelé patří k nejvýznamnějším činitelům Komise.

### Pražská asanace – FINIS GHETTO

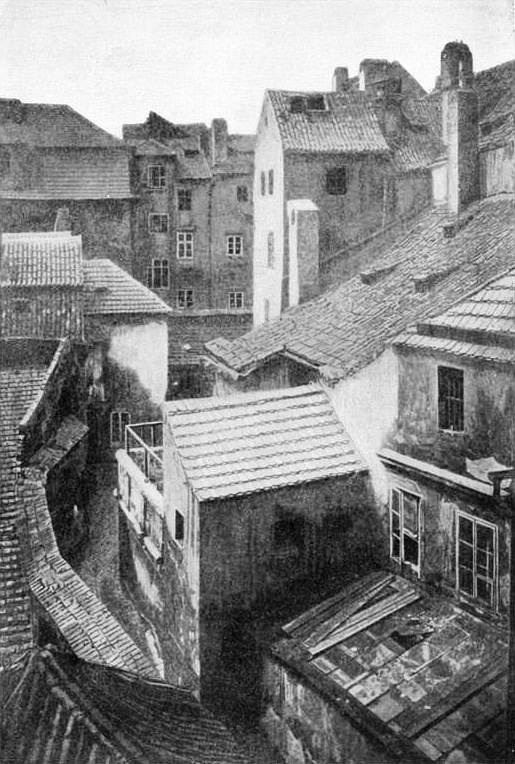
Židovské ghetto před asanací

Zásadním impulzem urychlujícím vznik Komise bylo rozhodnutí o asanaci historických částí Prahy,pro kterou v roce 1893 (11.2.1893) vytvořil právní rámec zákon o vyvlastňování k úpravě asanačního obvodu královského hlavního města Prahy. Asanace se měla dotknout zásadně židovského města Josefova a části Starého Města a přilehlých oblastí Vltavského nábřeží Na Františku směrem ke Anežskému klášteru. Kritici radikální asanace lapidárně popisují rozsah, zdůvodnění, finanční a právní mechanismy v knize Pražské ghetto v závěrečné kapitole s výstižným názvem Konec ghetta (tak zněl i český překlad vítězného projektu asanace) "...Týkalo se této čáry: od Vltavy Platnéřskou ulicí, Linhartským nám., za radnicí čp. 13 a 21-I., rovnou čarou rynkem, Dlouhou třídou, Rámovou a Haštalskou ulicí přes čp. 761 a 764-I. Eliščinou třídou k mostu...." V. pražská čtvrť byla původně židovským ghettem. Potřeba demolic a výstavby nových domů byla diskutována již po připojení Židovského Města k Praze v 1850. V souvislosti s připojením Josefova k Praze bylo Židům povoleno se z bývalého ghetta stěhovat do jiných pražských čtvrtí. V důsledku zrušení ghetta nastala migrace obyvatel a pátá čtvrť se postupně stala domovem chudiny křesťanské i židovské. To se odrazilo ve stále se zhoršujících technických a hygienických poměrech Josefova. Právě Josefov měl být připravovanou asanací postižen nejvýrazněji. Asanace vyvolala na veřejnosti rozporné reakce od radikálních zastánců po stejně radikální odpůrce. Vítězný projekt Finis Ghetto byl samozřejmě velmi lukrativní pro stavební firmy a pro investory. Bylo zřejmé, že asanace má své určité opodstatnění z hlediska sociálního, hygienického a zejména dopravní infrastruktury Prahy. Obavy o likvidaci historické části Prahy aktivizovaly odpůrce radikální asanace mezi laickou i odbornou veřejností. Jednou z iniciativ proti radikální asanaci bylo 28. ledna 1900 založení Klubu Za starou Prahu, v jehož vedení byli i členové Komise (Jan Koula, později Zdeněk Wirth). Kauza Josefov vzbudila v Praze zájem o historické památky a svérázný genius loci starého židovského ghetta a uliček kolem Anežského kláštera. Studie a črty z každodenního života v uličkách bývalého židovského ghetta publikovali nejen historici, ale i spisovatelé. Platformou pro odborné diskuse o asanaci se stal Spolek architektů a inženýrů v království Českém 
V letech 1896–1899 byla proti asanaci a metodám městské rady zorganizována protestní shromáždění a vydána prohlášení významných osobností. Opakovaně na obranu památek vystoupil spisovatel Vilém Mrštík s Manifestem českému lidu (1896), se svým proslulým manifestem Bestia triumphans v roce 1897 (ve kterém je zároveň velmi kritický ke členům Komise Janu Koulovi, Josefu Mockerovi, Bedřichu Münzbergerovi i když je hodnotí podle aktivt v Umělecké komisi magistrátu; Mrštík naopak oceňuje člena komise Quido Bělského ). na protestním shromáždění v Karolínu a na manifestační a protestní schůze pražského lidu, konané dne 16. dubna 1899 na Žofíně. Na tomto shromáždění vystoupili ještě architekt Bohumil Štěrba s řečí O stavebním vývoji a programu veleobce Pražské a s výkladem O novém stavebním řádu JUDr. Luboš Jeřábek. Proti živelné asanaci se vyslovovali i mladší významní architekti, například Osvald Polívka na schůzi zastupitelstva, který se kriticky vyslovoval k radikálním demolicím památek v centru Prahy. Vilém Mrštík jej ve svém manifestu Bestia triumphans za to oceňoval a Polívkovo stanovisko doslovně cituje:"...Na místech rozhodujících nenalézá ideální snažení o zachování starobylého rázu Prahy vždy patřičného ohlasu, ba ani porozumění....- Nicméně " pravil dále "musí se učinit vše možné, aby Praha byla zachráněna před zhyzděním svých nádherných krás, aby se nečinilo násilí jejímu panoramu ."  Asanace Josefova a zejména Starého Města a Malé Strany tedy výrazně urychlila vznik Komise, která je ustavena půl roku po přijetí asanačního zákona. S necitlivými zásahy prováděnými v rámci asanace polemizoval i člen komise architekt Jan Zeyer, jak ilustruje jeho odpověď vývodům Dra. A. Steina, daná v týdenní schůzi Spolku architektů a inženýrů v království Českém, konané dne 25. ledna 1901. Tato jeho ostrá polemika názory magistrátního sekretáře dr. Augustina Steina, představeného asanační kanceláře, jež připravila podrobný plán realizace sanačních prací byla též publikována.

## Vznik komise a její iniciátoři
Komise pro soupis stavebních, uměleckých a historických památek královského hlavního města Prahy byla komise zřízená usnesením prezidia Městské rady ze dne 13. 6. 1893. Jejím posláním se mělo stát zajištění soupisu stavebních, uměleckých a historických památek v Praze. Členy byli konzervátoři památkové péče v Praze, zástupci vědeckých a uměleckých ústavů a odborníci. Iniciátorem vzniku komise byl městský radní Vladimír Per, který zpracoval návrh a předložil jej radě. Zdůvodnění kromě soupisu památek akcentovalo praktickou ochranu památek a prevenci jejich likvidace nebo poškození v souvislosti s dynamickým stavebním vývojem Prahy. Proto bylo navrženo ustavení sboru znalců, který by zpracoval úplný inventář pražských stavebních, uměleckých a historických památek. Komise měla následně jako odborný poradní orgán rady dohlížet na ochranu inventarizovaných památek.

### Přínos Antonína Wiehla

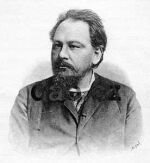
Antonín Wiehl

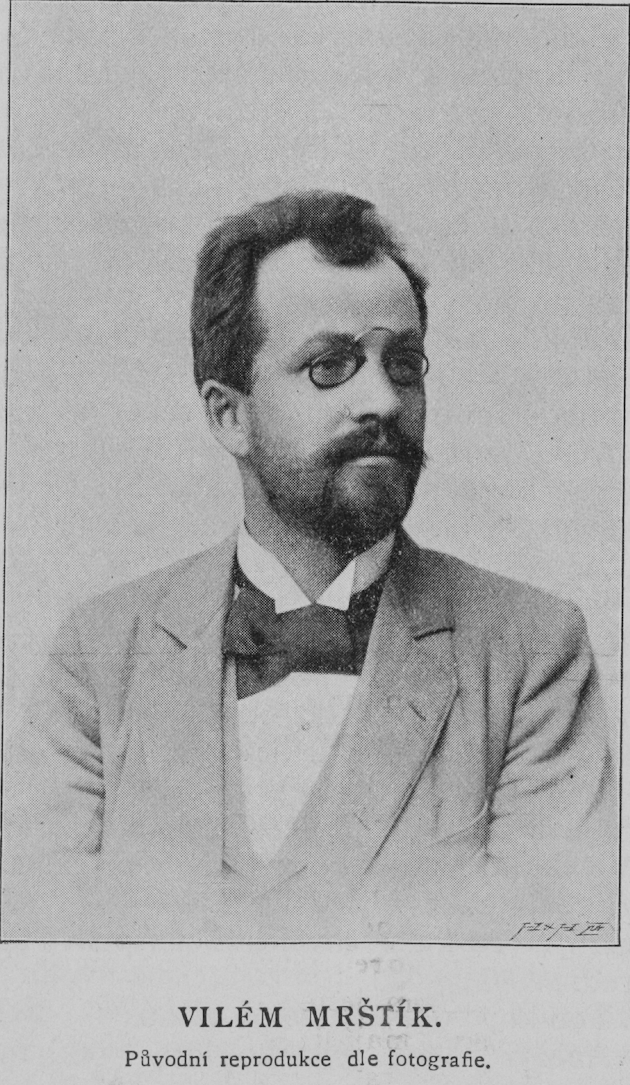
Vilém Mrštík se výrazně angažoval proti asanaci Malé Strany

Významný podíl na vzniku a činnosti Komise měl architekt Antonín Wiehl, který se kromě své práce architekta a stavitele aktivně věnoval památkové péči, muzeologii a archeologii, o které měl mimořádný zájem od svých studií. Byl členem České akademie věd a umění, kde od počátku členství zasedal v Archeologické komisi. V letech 1892 a 1897 byl jmenován pražským konzervátorem památkové péče pro levý břeh Vltavy a okresy Dubá, Mladá Boleslav a Mělník. V roce 1907 se stal konzervátorem památkové péče pro VI. – VIII. čtvrť Prahy a okresy Karlín, Český Brod a Mladá Boleslav.Od roku 1882 byl členem zakládajícího komitétu Městského muzea a v tomto muzeu aktivně působil až do své smrti jako jeho jednatel. Proto také předsedal její první informační schůzi Komise dne 10. 6. 1893, byl náměstkem jejího předsedy (do roku 1896) a jejím členem od roku 1899 do roku 1910. Podílel se na zpracování katastru pražských památek, pro který vyplňoval soupisné listy a doplňoval je kresbami.

## Komise v letech 1893–96

### Řád (Statut) komise
Po ustavující schůzi se komise zaměřila na zpracování svého pracovního Řádu (statutu). Uskutečnila v užším složení (užší výbor) poradní schůze 29. 7. a 24. 11. 1893, na kterých základní dokument pro svou činnost koncipovala a diskutovala. Následně pak 27. 1. 1894 tento statut projednala a doporučila městské radě jeho schválení. Městská rada pak Statut na své schůzi 20. 2. 1894 schválila a publikovala jej ve svém Věstníku 4/1894.

### Složení komise 1894–96
Na schůzi Komise dne 29. 3. 1894 bylo schváleno její složení. Podle schváleného Řádu tvořilo komisi 16 členů. Dva zástupce měla Městská rada. Zároveň byly schváleny umělecké a vědecké korporace zastoupené v Komisi a počty jejich zástupců: „... Sbor obecních starších král. hlav. Města Prahy (tři), Městské muzeum, zemské muzeum, Umělecká Beseda, Společnost přátel starožitností českých, České akademie věd a umění, Křesťanská akademie, Umělecko-průmyslové museum, Spolek architektů a inženýrů, městský archiv, stavební referát a stavební úřad (po jednom)....“
Městští radní:
- Vladimír Per
- Quido Bělský
- Jindřich Eckert (obecní starší)

Konzervátoři
- JUDr. Jaromír Čelakovský
- ing. Jan Herain[40][41]
- Břetislav Jelínek[42]
- Josef Mocker

Zástupci institucí
- Josef Vincenc Novák – Městské muzeum v Praze
- Bohuslav Schnirch – Umělecká beseda
- JUDr. Jindřich Matějka – Společnost přátel starožitností
- Josef Ladislav Píč – Česká akademie věd a umění
- Ferdinand Josef Lehner – Křesťanská akademie
- dr. Karel Chytil[14] – Uměleckoprůmyslové muzeum v Praze. dr. Chytil se souběžně s prací v Komisi podílel na edici Soupis památek historických a uměleckých v království Českém, kterou vydávala Archaeologická kommisse při České akademii císaře Františka Josefa pro vědy, slovesnost a umění v letech 1897–1918. Edice pokračovala po vzniku ČSR jako Soupis památek historických a uměleckých v Republice československé a zajišťovala ji Archaeologická kommisse při České akademii věd a umění v letech 1921–1937.[43]
- Josef Martin – Spolek inženýrů a architektů v království Českém[44]
- JUDr. Jaromír Čelakovský – Městský archiv
- Hugo Wunsch – magistrátní sekretář, zástupce stavebního referátu
- Antonín Taťoun, městský vrchní inženýr, zástupce stavebního úřadu Královského hlavního města Prahy

Odborníci

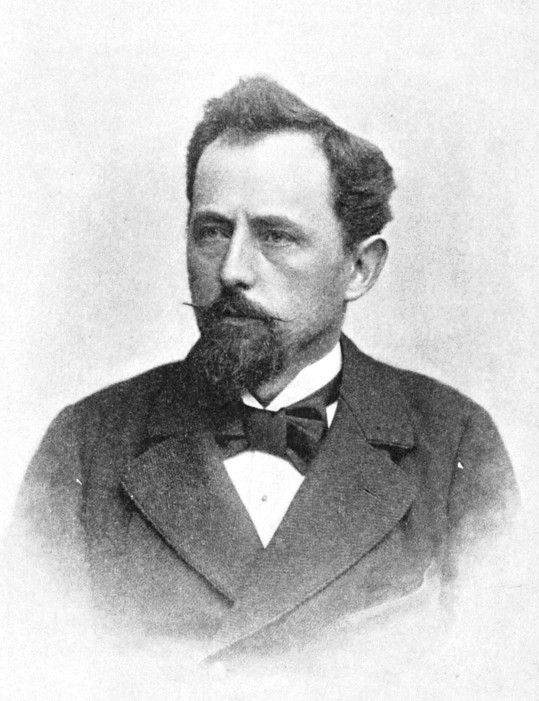
Václav Jansa (1859–1913) je autorem akvarelů zaniklých částí Prahy

- P.František Ekert – katolický kněz, historik a spisovatel
- Rudolf Kříženecký – architekt
- rytíř Václav Vladivoj Tomek – vládní rada, historik, archivář, politik a pedagog
- Antonín Wiehl – stavební rada, architekt
- Jan Zeyer – architekt[45][46][47][48]
- Bohuslav Schnirch – Umělecká beseda
- JUDr. Jindřich Matějka – Společnost přátel starožitností
- Josef Ladislav Píč – Česká akademie věd a umění
- Ferdinand Josef Lehner – Křesťanská akademie
- dr. Karel Chytil – Uměleckoprůmyslové muzeum v Praze

Prezidium komise
Komise do svého čela zvolila předsednictvo (prezidium)
- Předseda: Vladimír Per – městský radní (zemřel 24. 11. 1896 na jeho místo zvolen obecní starší architekt Bedřich Münzberger)[49]
- Náměstek předsedy: Antonín Wiehl – stavební rada, architekt
- Jednatel: Břetislav Jelínek – c. a k. konzervátor, ředitel Městského muzea

Redakční (užší) výbor

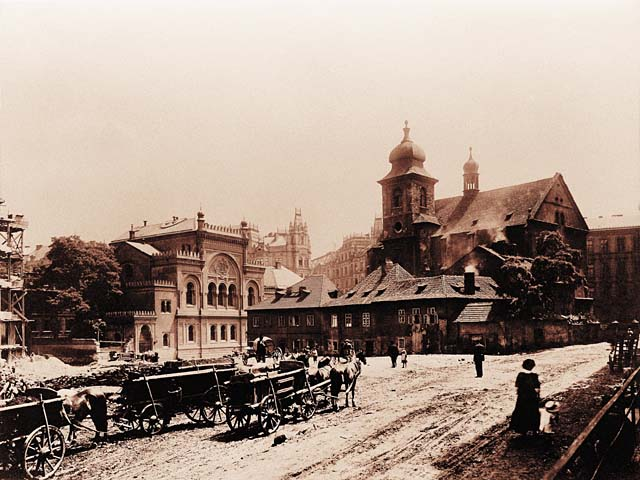
Rudolf Kříženecký:Bourání bloku domů v okolí kostela sv. Ducha a Španělské synagogy.

Na schůzi byli zvoleni členové užšího výboru, označovaného jako redakční výbor, ve kterém byli členové prezidia a další odborníci z komise i mimo ni. (Jeho název se v průběhu dalších let měnil a měnily se i jeho kompetence. Na počátku činnosti Komise měl redakční výbor zajišťovat soupis památek. Po zpracování soupisných archů v listopadu roku 1899 se redakční výbor změnil na výbor užší s posláním projednávat podrobně otázky, k jejichž projednání nebyl v plénu komise prostor a čas. V dalším období od roku 1902 fungoval užší výbor i redakční výbor souběžně. Redakční výbor se specializoval na přípravu zpráv o činnosti komise.)V období 1897–1898 se objevuje též označení 'redakční odbor'
- Předseda: Vladimír Per – městský radní
- Náměstek předsedy: Antonín Wiehl – stavební rada, architekt
- Jednatel: Břetislav Jelínek – c. a k. konzervátor, ředitel Městského muzea v Praze

Členové:
- ing. Jan Herain – konzervátor
- Ferdinand Josef Lehner – Křesťanská akademie
- dr. Karel Chytil – ředitel Uměleckoprůmyslového muzea v Praze
- prof. Jan Koula[51] – architekt, designér, etnograf, muzejník, výtvarník, organizátor výstav
- Bohuslav Schnirch – sochař
- Jan Zeyer – architekt[52]

### Činnost komise 1894–1896

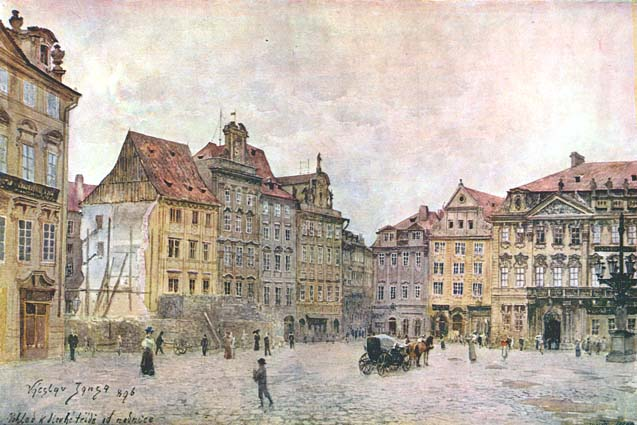
Václav Jansa sever Staroměstského náměsti

Redakční výbor zpracoval popisné archy pro soupis památek podle oborů
- stavitelství
- sochařství
- malířství
- archeologie
- umělecký průmysl
- prehistorie
- historie
- movité památky

Agenda komise byla rozdělena podle zaměření na památky nemovité památky a movité památky.
Z hlediska teritoriální působnosti komise byla Praha rozdělena na 10 obvodů pokrývající území města>ve vzdálenosti přibližně 7 km od jejího tehdejšího středu:
- I. Staré Město
- II. Nové Město
- III. Malá Strana
- IV. Hrad pražský a Pohořelec
- V. Josefov
- VI. Vyšehrad
- VII. Holešovice -Bubny-Bubeneč Šárka a Dejvice se severními končinami levého břehu Vltavy a Bílé Hory až k řece
- VIII. Smíchov s jižními končinami levého břehu Vltavy od Bílé Hory až k řece
- IX. Karlín, Libeň Troje s končinami na severní straně pravého břehu Vltavy od řeky až k vrchu Žižkovu
- X. Žižkov, Vinohrady Volšany s končinami na jižní straně pravého břehu Vltavy od vrchu Žižkova až k řece.

Výbor stanovil podmínky protokolace zpracovaných soupisných listů a další agendy soupisné komise. Zapojeným korporacím, obcím, farám, příznivcům památek a dalším zájemcům byly distribuovány soupisné archy a v průběhu roku 1894 jich bylo zpracováno 242. S městskou radou bylo domluveno zastoupení komise při jednáních o demolicích domů s možností zaprotokolovat stanovisko komise k záchraně památky. Komise zahájila fyzickou inventarizaci památek a soupis architektonických a výtvarných prvků demolovaných domů pro jejich záchranu. (Výčet agendy uveden v části Činnosti komise 1897–1898).

## Komise v letech 1897 a 1898

### Složení komise v letech 1897 a 1898
Městští radní a obecní starší:

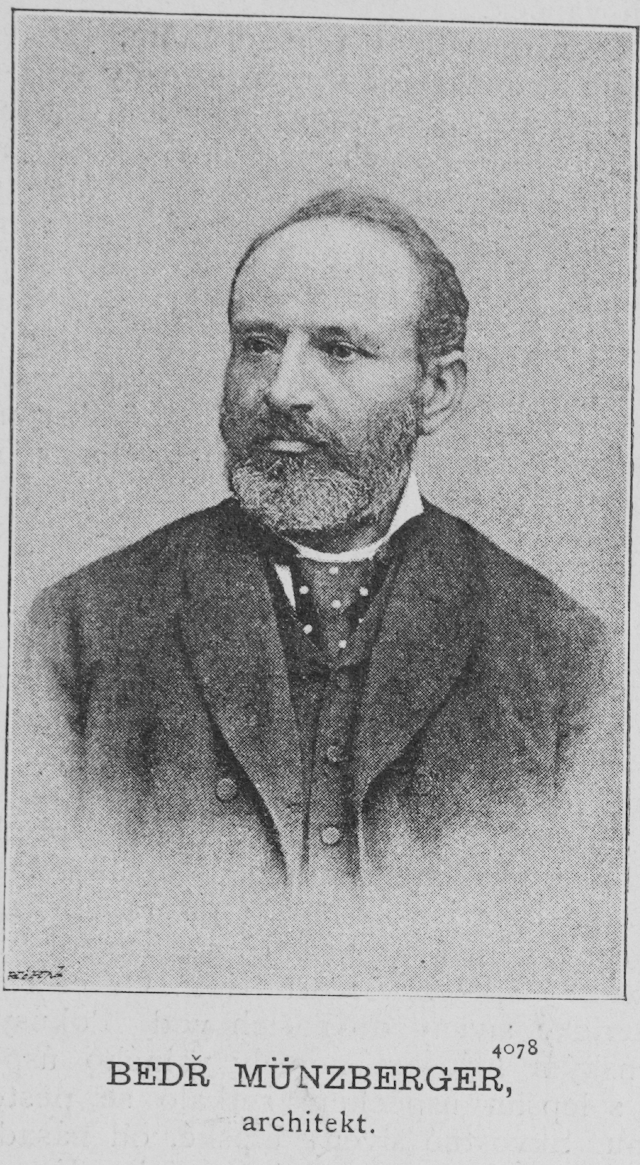
Bedřich Münzberger

- architekt Bedřich Münzberger, obecní starší[49][51]
- Josef Vincenc Novák (obecní starší)
- Viktor Beneš (obecní starší)
- Jindřich Eckert (obecní starší)

Konzervátoři
- JUDr. Jaromír Čelakovský
- ing. Jan Herain[40][41]
- Břetislav Jelínek[42]
- Josef Mocker

Zástupci institucí
- Josef Vincenc Novák – Městské muzeum v Praze
- Bohuslav Schnirch – Umělecká beseda
- Eduard Sochor – Společnost přátel starožitností
- Josef Ladislav Píč – Česká akademie věd a umění
- Ferdinand Josef Lehner – Křesťanská akademie
- dr. Karel Chytil[14] – Uměleckoprůmyslové muzeum v Praze a hospodářská komora. dr. Chytil se souběžně s prací v Komisi podílel na edici Soupis památek historických a uměleckých v království Českém, kterou vydávala Archaeologická kommisse při České akademii císaře Františka Josefa pro vědy, slovesnost a umění v letech 1897–1918. Edice pokračovala po vzniku ČSR jako Soupis památek historických a uměleckých v Republice československé a zajišťovala ji Archaeologická kommisse při České akademii věd a umění v letech 1921–1937.[43]
- Josef Martin – Spolek inženýrů a architektů[44]
- Hugo Wunsch – magistrátní sekretář, zástupce stavebního referátu
- Antonín Taťoun, městský vrchní inženýr, zástupce stavebního úřadu Královského hlavního města Prahy

Odborníci
- P.František Ekert – katolický kněz, historik a spisovatel
- Rudolf Kříženecký – architekt
- rytíř Václav Vladivoj Tomek – vládní rada, historik, archivář, politik a pedagog
- Jan Zeyer – architekt
- Bohuslav Schnirch – Umělecká beseda
- Eduard Sochor – Společnost přátel starožitností
- Josef Ladislav Píč – Česká akademie věd a umění
- Ferdinand Josef Lehner – Křesťanská akademie
- dr. Karel Chytil – Uměleckoprůmyslové muzeum v Praze
- JUDr. Jaromír Čelakovský – Městský archiv

Prezidium komise
Komise do svého čela zvolila předsednictvo (prezidium)
- Předseda: architekt Bedřich Münzberger,obecní starší[49]
- Náměstek předsedy: Josef Vincenc Novák – obecní starší
- Jednatel: Břetislav Jelínek – c. a k. konzervátor, ředitel Městského muzea

Redakční odbor
Členové:
- prof. Jan Koula – architekt, designér, etnograf, muzejník, výtvarník, organizátor výstav
- ing. Jan Herain – konzervátor
- Bohuslav Schnirch – sochař
- Rudolf Kříženecký – Křesťanská akademie
- Jan Zeyer – architekt
- Josef Martin – Spolek inženýrů a architektů
- dr. Bohumil Matějka

### Činnost komise 1897–1898

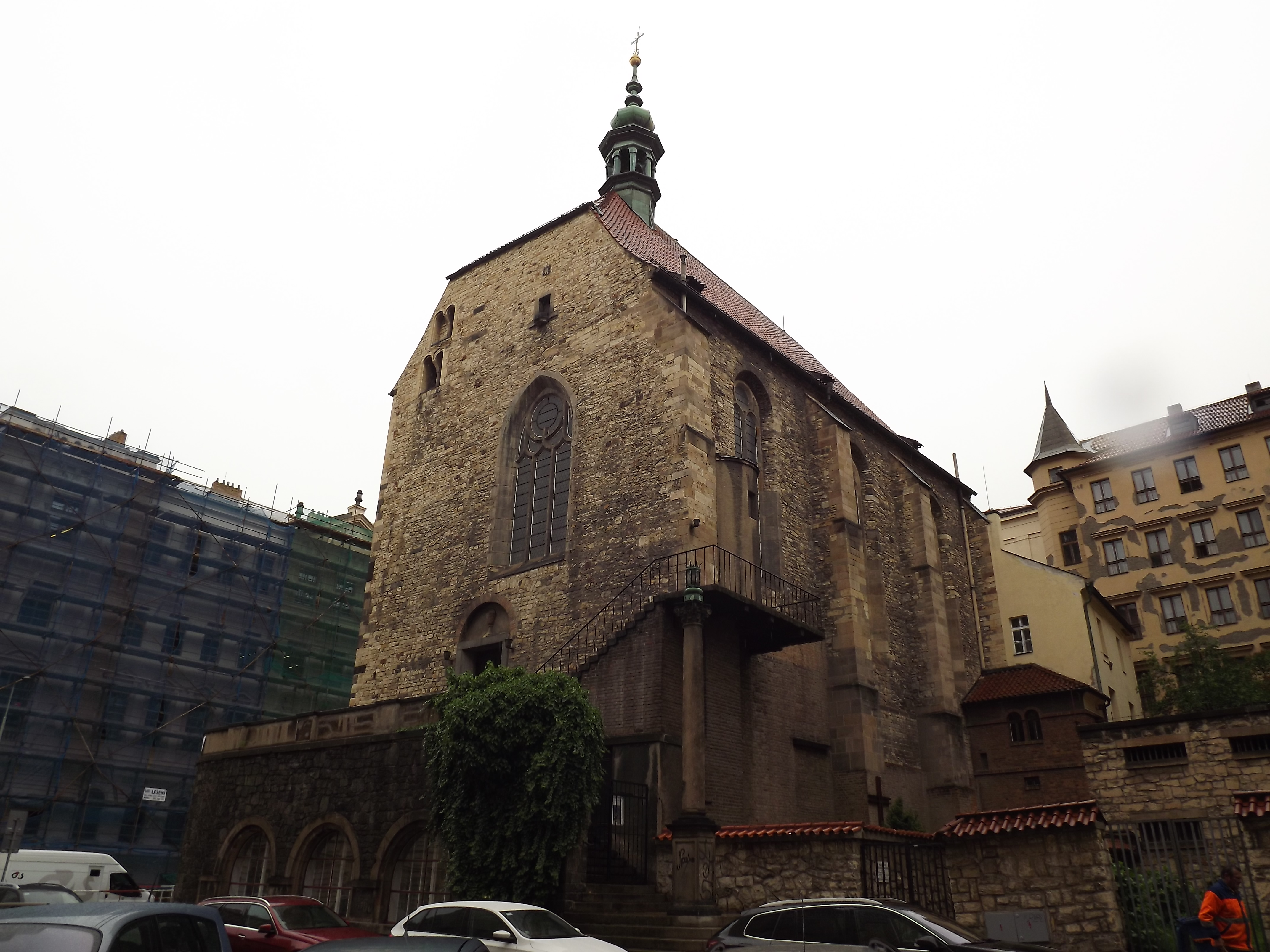
Kostel sv. Václava komise před demolicí zachránila

Komise v částečně obměněném složení pokračovala ve své práci těmito činnostmi:
- intervence v zájmu záchrany některých památek určených k demolici: bezvýsledná byla intervence za záchranu kláštera u sv. Mikuláše na Staroměstském náměstí. Komise však byla úspěšná v případě kostela svatého Václava[56] Na Zderaze, kde se bouraly domy pro dnešní Resslovu ulici. Kostel se podařilo z demoličního plánu vyjmout a byla navržena jeho oprava. Ve věci záchrany a opravy kostela se angažovali zejména členové komise architekti Josef Mocker, Antonín Wiehl, Bedřich Münzberger a Jan Zeyer, který 28. 3. 1898 formuloval návrh Městské radě na zachování kostela.[57]
- úsilí o dílčí změnu hranice asanace:
- dokumentace objektů určených k demolici (soupisné archy, fotografie, kresby a malby): s družstvem fotografů byla domluvena spolupráce při fotodokumentaci památek. Člen komise, významný fotograf Jindřich Eckert pořídil v době svého členství v komisi (1894–1898) 40 nových snímků a zapůjčil 500 fotografií z předchozích dvaceti let své tvorby. Spolek výtvarných umělců Mánes inicioval pořízení akvarelových maleb vybraných partií města, především v asanačním pásmu. Malíř Václav Jansa namaloval 150 barevných akvarelů dokumentujících zaniklé části Prahy, které se staly součástí sbírek Městského Muzea.bylo uloženo v Městském muzeu.[58] Městská rada akceptovala návrh Komise a na svůj náklad pořídila fotodokumentaci vybraných památek určených k demolici: kostel sv. Václava u bývalé trestnice, hradby na Petříně u bývalé brány na Újezdě, Novoměstské masné krámy u sv. Trojice a podrobné plány bývalých kostelů sv. Jana na Zábradlí sv. Lazara a sv. Martina. Zpráva Komise po volbě nového vedení uvádí další fotodokumentaci pořízenou architektem Kříženeckým, který spolu s Janem Herainem provádí "dům od domu" popis památných domů a s výjimkou kostelů tak zpracovali 3/4 památek – 467 domů, které též barevně vyznačují do mapy a do lístkového katalogu.
- záchrana cenných prvků budov určených k demolici a jejich deponování v muzeu (mramorové sloupy, dřevěné stropy, zábradlí, mříže, konzole, plastiky apod., domovní znamení, portály.): Zpráva komise podrobně podle čísel popisných a historických názvů dle domovních znamení uvádí části výtvarné výzdoby a konstrukční prvky domů, které byly před demolicí deponovány většinou v Městském muzeu (např. dřevěné stropy z domu U Císařských 832-II, domovní znamení, štíty a znaky např. z domů u zlaté hvězdy 271-I., u zlatého bažanta 10-I., u bílého lva 89-I., u bílé růže 260-I. a další[59]
- zveřejňování výsledků pasportizace a dokumentace: kromě Zpráv komise a článků byly fotografie, malby a zachráněné prvky z demolovaných domů ukládány v muzeu, komise se zabývala i návrhem na vytvoření lapidária pod širým nebem před budovou Městského muzea.
- osvětová činnost (přednášky).

Výsledky práce Komise významně obohatily sbírky nově založeného muzea. Aktivní sbírkotvorná činnost byla mj. zásluhou členství ředitele muzea Břetislava Jelínka, jednatele muzea Antonína Wiehla a mecenáše muzea Josefa Vincence Nováka.

## Ediční činnost komise

### Zprávy Komise
Komise každoročně sestavovala zprávu o své činnosti, kterou předkládala Městské radě a zveřejňovala. Zprávy byly zveřejňovány v Almanachu Královského hlavního města Prahy a v samostatných edicích, ve kterých byly publikovány i studie a stati členů komise k dílčím tématům jejich práce v komisi. Pro finanční náročnost nebyl akceptován návrh na "monumentální vydání" soupisu památek. Proto se komise rozhodla, že získanou subvenci 3000 zlatých použije na zhotovení 30 kopií (imitací) Vyšehradského kodexu, které připravoval člen komise Ferdinand Josef Lehner.

## Galerie komise

### První členové komise 1894 – 96

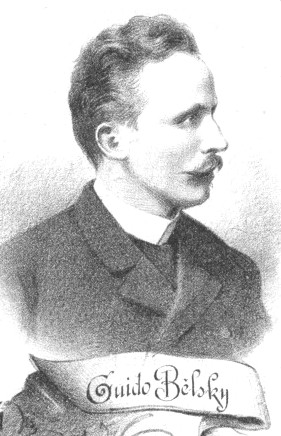
Quido Bělský (1891)
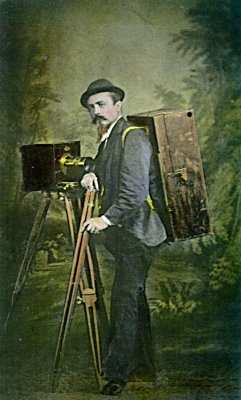
Jindřich Eckert (1870)
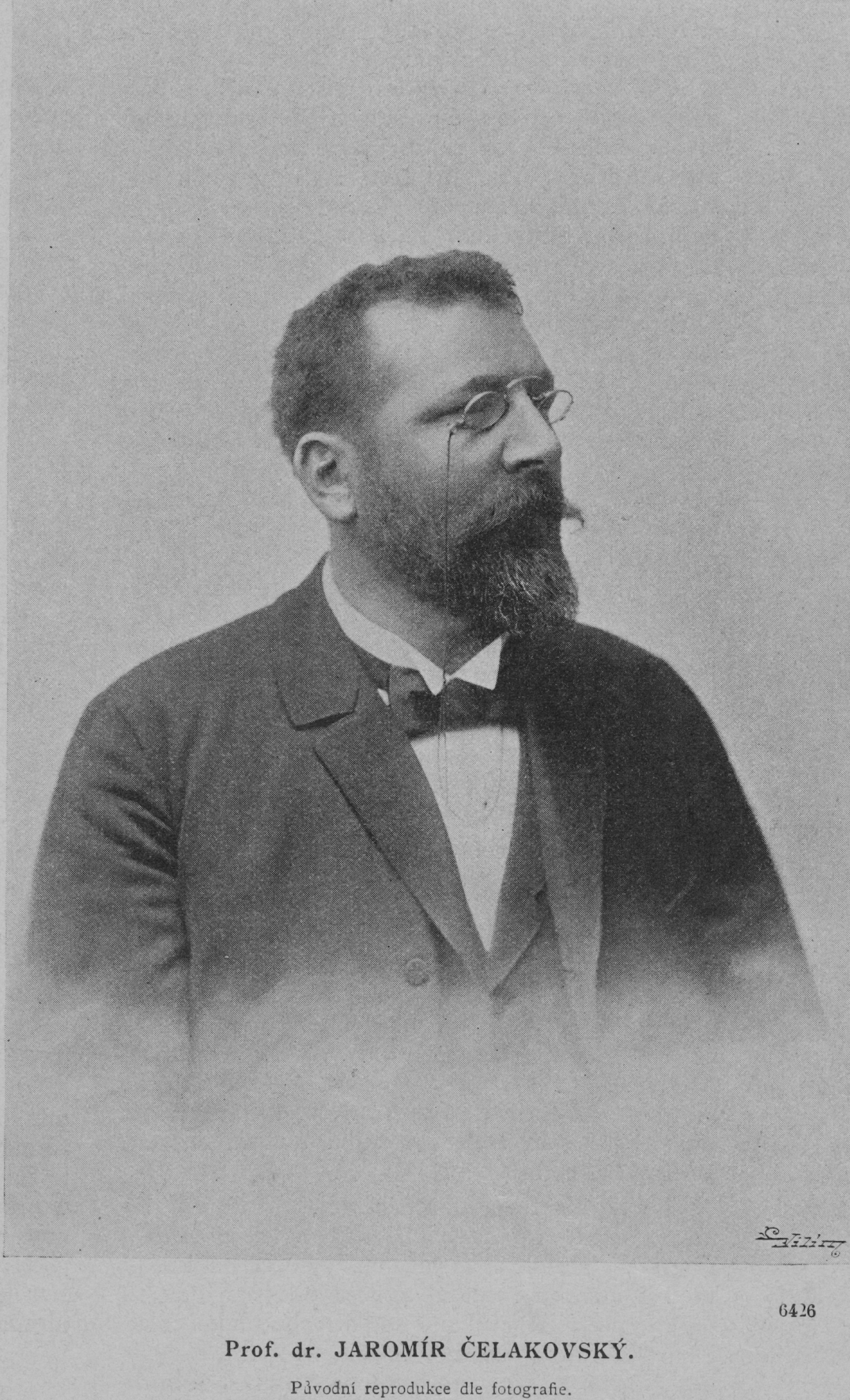
Jaromír Čelakovský (1895)
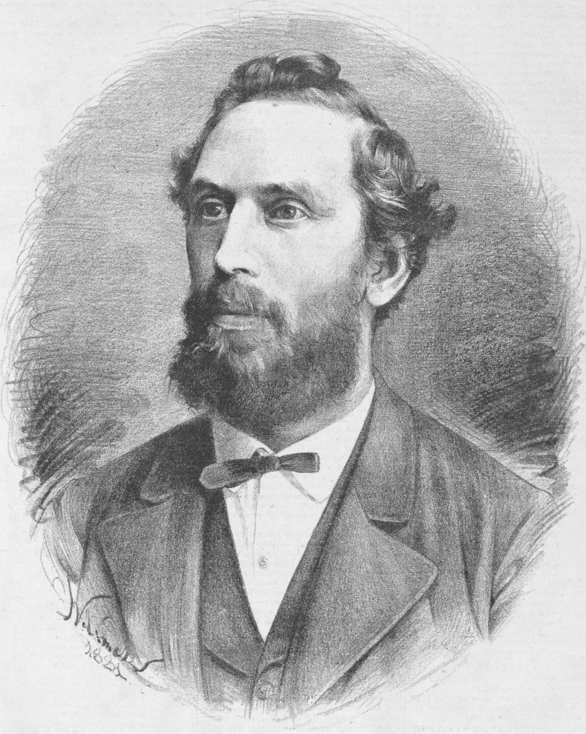
Josef Mocker (Jan Vilímek)
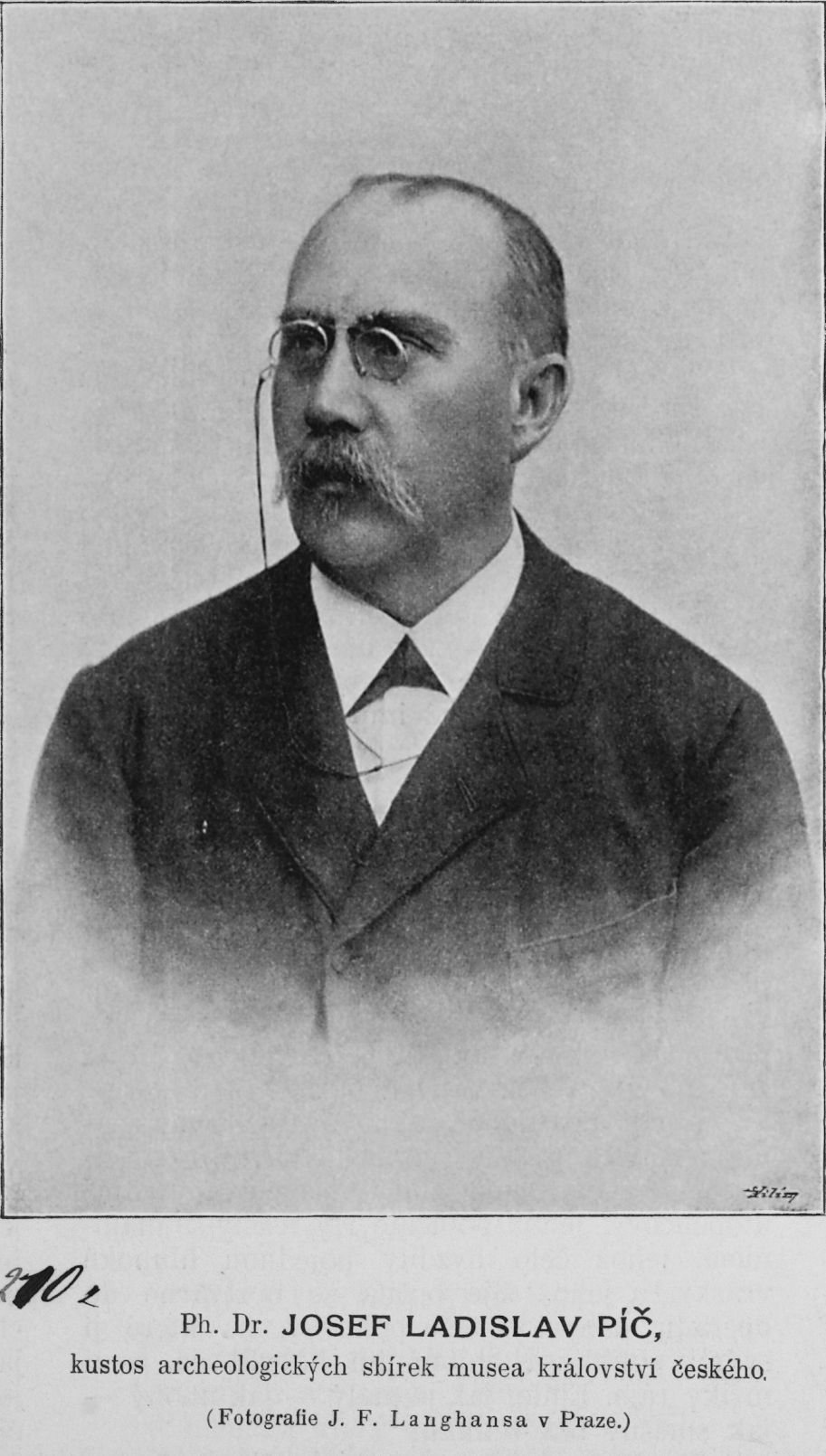
Josef Ladislav Píč (1896 Langhans)
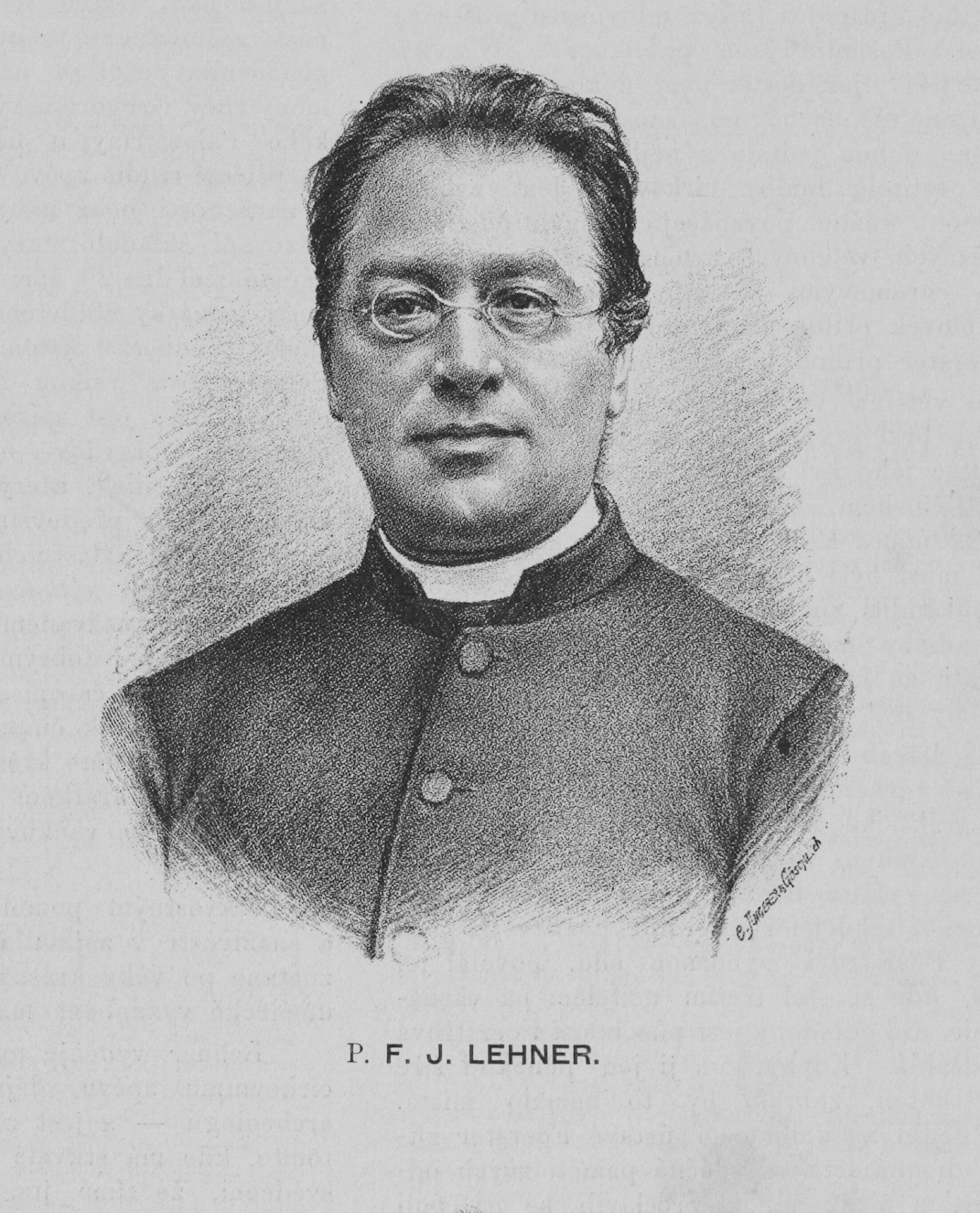
Ferdinand Josef Lehner
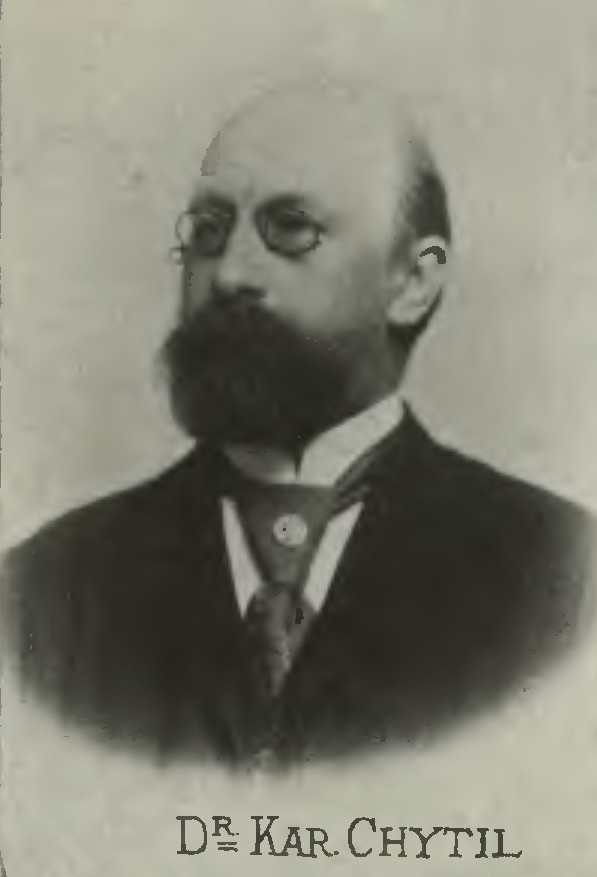
Karel Chytil
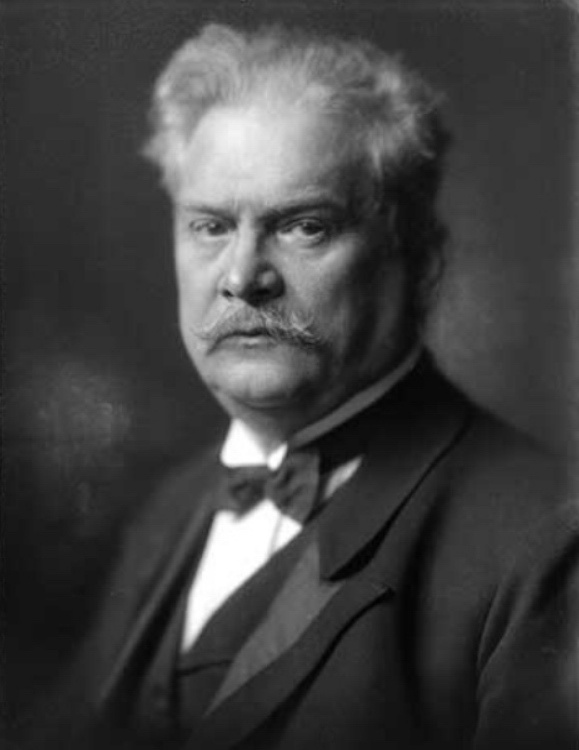
Rudolf Kříženecký
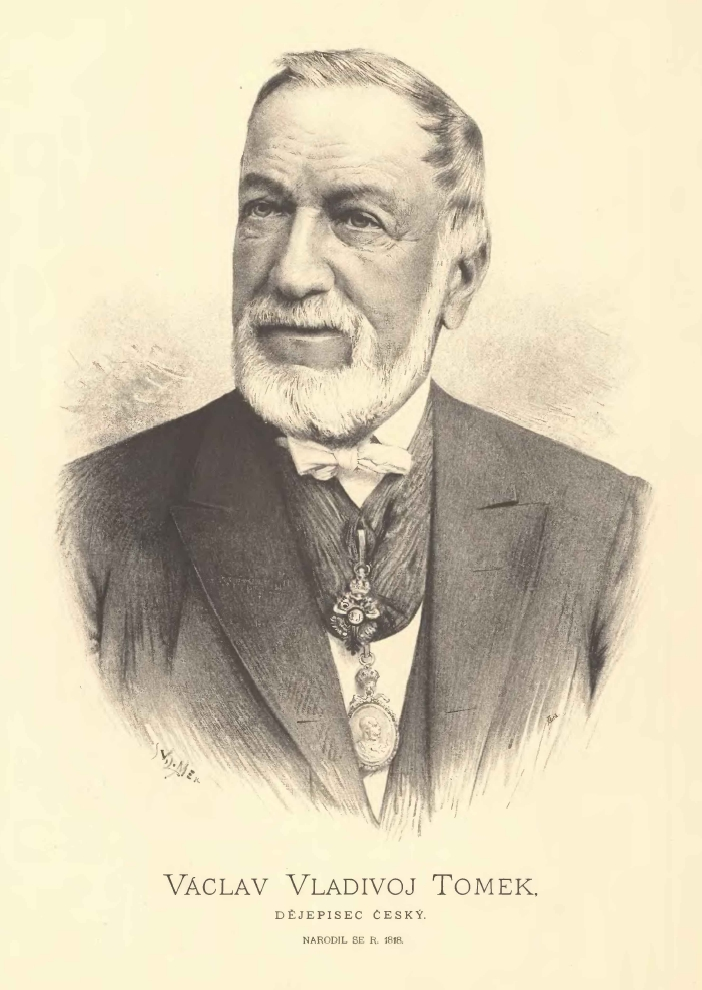
Václav Vladivoj Tomek (Jan Vilímek)
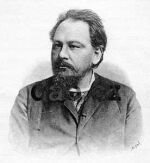
Antonín Wiehl
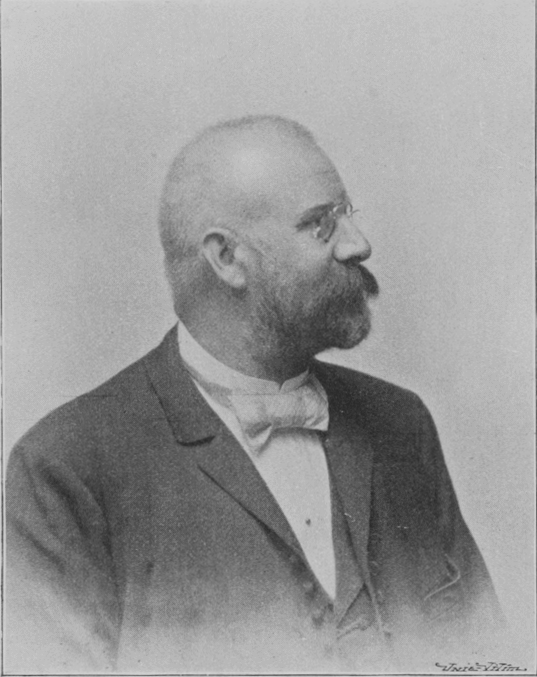
Bohuslav Schnirch
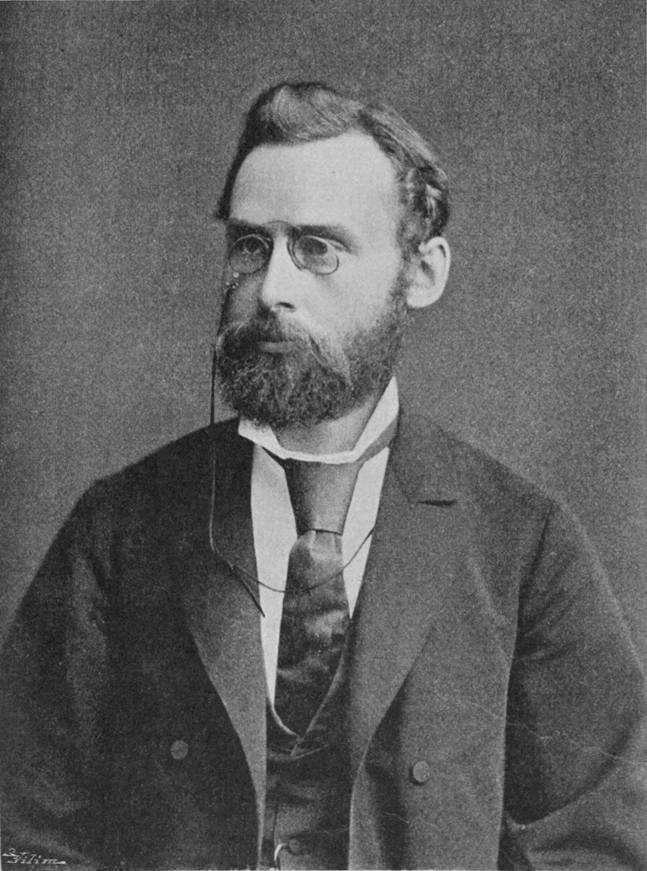
Jan Koula (1895 Langhans)
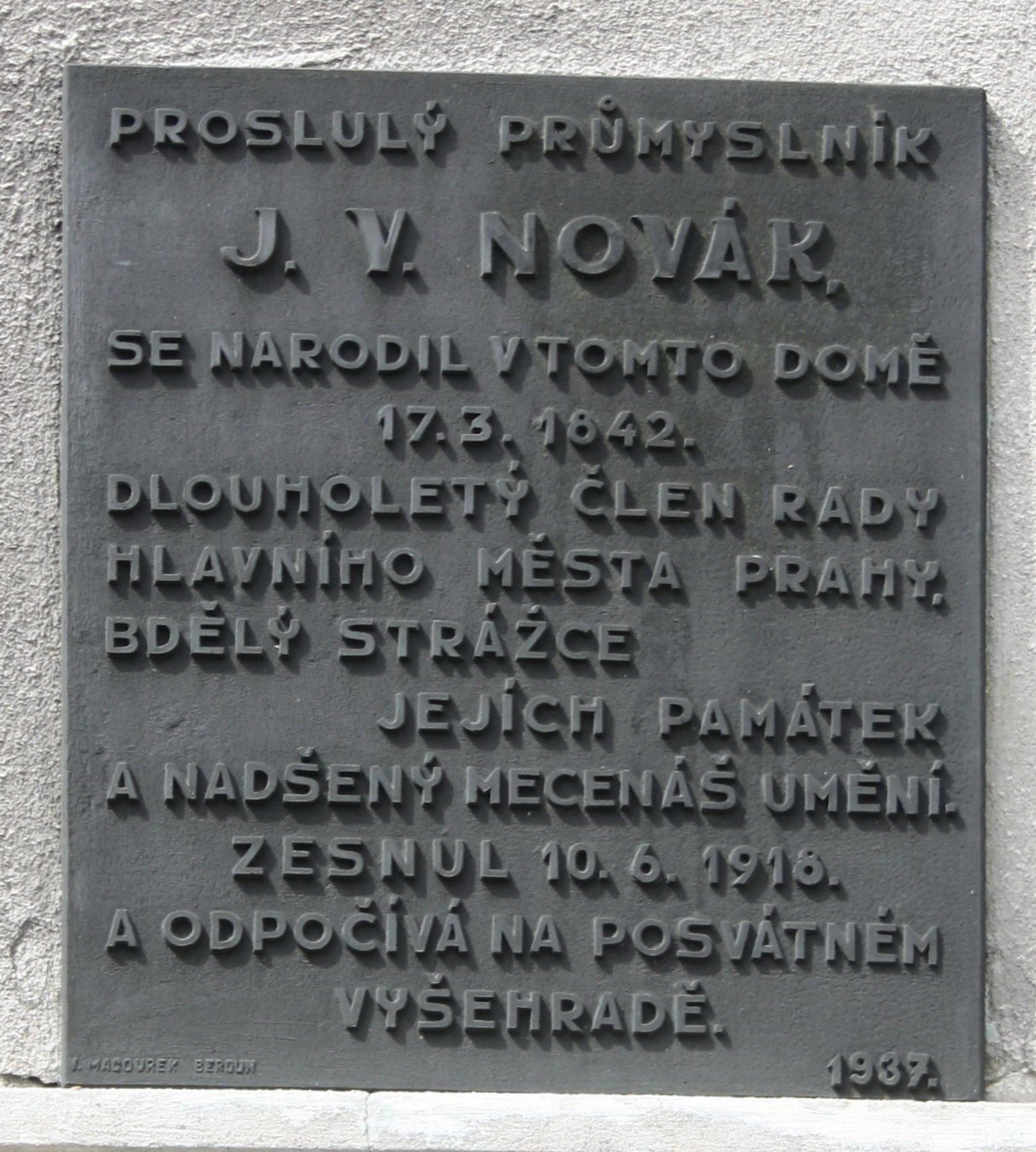
Josef Vincenc Novák
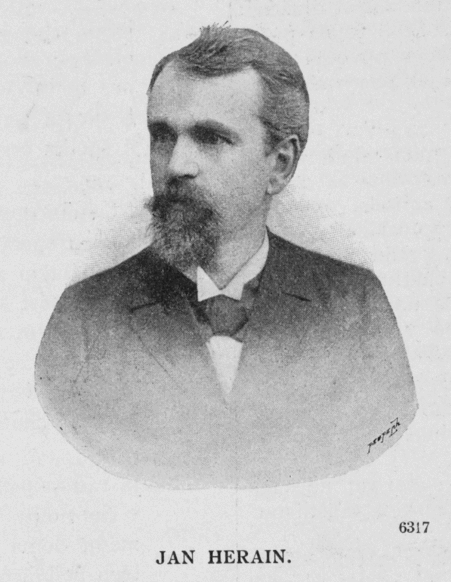
Jan Herain (1895)